# Анісіфоров Віктор Матвійович
Віктор Матвійович Анісіфоров (рос. Виктор Матвеевич Анисифоров; нар. 19 січня 1922, Петроград, РСФРР — пом. 6 січня 2004, Сєвєродонецьк, Луганська область, Україна) — радянський футболіст та арбітр, вситупав на позиції нападника. Учасник Німецько-радянської війни.
Вихованець сталінградського футболу В. М. Анісіфоров розпочав свою футбольну кар'єру 1945 року в клубі «Стахановець» з Сталіно (нині футбольний клуб «Шахтар», Донецьк), в подальшому грав за різні клуби першої групи чемпіонату СРСР. Завершив кар'єру гравця 1960 року в складі команди «Хіміка» з Сєвєродонецька.

## Життєпис
Вихованець сталінградського футболу. У 1945 році 23-річний Віктор став гравцем команди другої групи першості СРСР «Стахановець» зі Сталіно, відставши від своєї військової частини. У дебютному для себе сезоні Анісіфоров провів за команду п'ять матчів, в яких двічі відзначився голами. Також Віктор взяв участь у двох поєдинках Кубку СРСР. Перша гра відбулася 25 вересня проти мінського «Динамо» і закінчилася перемогою «Стахановця» з рахунком 4:3. Наступна гра пройшла в рамках 1/8 фіналу турніру і закінчилася поразкою з рахунком 2:3 від ленінградського «Динамо».
У 1946 році Анісіфоров став гравцем сталінградського «Трактора», який виступав у першій групі чемпіонату країни. У складі сталінградців Анісіфоров провів 13 поєдинків та забив два м'ячі (у 2-му і 14-му турах в ворота московських команд «Крил Рад» і «Торпедо»). У кубку Віктор провів один матч, який завершився поразкою його команди від московських «Крил Рад» з рахунком 1:2.
Після дворічної перерви, в 1949 році, Анісіфоров повернувся в Сталіно, але, провів всього один матч в першій групі чемпіонату СРСР й після завершення сезону покинув команду. Надалі виступав за кадіївський «Шахтар», ростовський РоДКА СКВО, грозненське «Динамо» і таганрозькі «Крила Рад».
У 1952 році Анісіфоров відзначився забитим м'ячем у розіграші першості РРФСР. 18 вересня він у складі нальчикского «Спартака» вразив ворота грозненського «Нафтовика». Завершив кар'єру гравця 1960 року в складі команди «Хімік» з Сєвєродонецька.
6 травня 1963 року провів матч «Хімік» (Сєвєродонецьк) — «Буревісник» (Мелітополь) 1/4 зонального турніру кубка СРСР як помічник головного судді.
Помер 6 січня 2004 року в віці 81 року. 29 квітня 2013 року в донецькому центральному парку культури і відпочинку відбулося відкриття березової алеї пам'яті, присвяченої 32 футболістам «Стахановця» — учасникам Радянсько-німецької війни. Серед них є ім'я Віктора Анісіфорова.

## Нагороди
12 листопада 1988 року В. М. Анісіфоров нагороджений орденом Вітчизняної війни II ступеня.

## Статистика виступів
| Клуб                    | Сезон   | Чемпіонат | Чемпіонат | Чемпіонат | Кубок | Кубок | Усього | Усього |
| Клуб                    | Сезон   | Рів.      | Матчі     | Голи      | Матчі | Голи  | Матчі  | Голи   |
| ----------------------- | ------- | --------- | --------- | --------- | ----- | ----- | ------ | ------ |
| «Стахановець» (Сталіно) | 1945    | II        | 22        | 1         | 2     | 0     | 7      | 2      |
| «Трактор» (Сталінград)  | 1946    | I         | 13        | 2         | 1     | 0     | 14     | 2      |
| «Шахтар» (Сталіно)      | 1949    | I         | 1         | 0         | 0     | 0     | 1      | 0      |
| «Спартак» (Нальчик)     | 1952    | ?         | 1*        | 1*        | 0     | 0     | 1*     | 1*     |
| Загалом                 | Загалом | Загалом   | 37*       | 4*        | 3     | 0     | 40*    | 4*     |

Примітки: позначкою * відзначені колонки, дані в яких, можливо, неповні в зв'язку з відсутністю протоколів першості РРФСР 1952 року.
Джерела: Морозов И. А. История Кабардино-Балкарского футбола. Часть 1 (1921—1958). — 2-е изд. — Астрахань, 2014. — С. 379.